# Pristimantis bellae
Espèce
Pristimantis bellae est une espèce d'amphibiens de la famille des Craugastoridae.

## Répartition
Cette espèce est endémique d'Équateur. Elle rencontre dans les provinces de Tungurahua, de Pastaza et de Napo entre 1 800 et 2 300 m d'altitude.

## Description
Les mâles mesurent de 22,13 à 23,93 mm et la femelle 25,85 mm.

## Étymologie
Cette espèce est nommée en l'honneur d'Hilary Bell de l'entreprise PricewaterhouseCoopers pour des dons faits à la protection de la biodiversité.

## Publication originale
- Reyes-Puig & Yánez-Muñoz, 2012 : Una nueva especie de Pristimantis (Anura: Craugastoridae) del corredor ecológico Llangantes-Sangay, Andes de Ecuador. Papéis Avulsos de Zoologia, Museu de Zoologia de Universidade de São Paulo, vol. 52, no 6, p. 81-91 (texte intégral).